# Lords of the Realm II
Lords of the Realm II è un videogioco strategico a turni sviluppato e pubblicato da Impressions Games e pubblicato dalla Sierra Entertainment il 31 ottobre 1996 per i sistemi Microsoft Windows e MS-DOS. Il videogioco è il sequel di Lords of the Realm, che ha avuto un terzo seguito nel 2004, Lords of the Realm III.

## Lords of the Realm II: Siege Pack
Siege Pack è un'espansione di Lords of the Realm II sviluppato dagli stessi produttori nel 1997 per il sistema operativo Microsoft Windows.
L'espansione include nuove mappe, nuovi castelli e un'intelligenza artificiale migliorata, include un editor per la creazione di nuove mappe e permette di svolgere la modalità battaglia con la quale si può attaccare o difendere il castello, anche con l'intelligenza artificiale.

## Lords of the Realm Royal Collection
Lords of the Realm Royal Collection è una raccolta uscita nel 1997 che comprende Lords of the Realm, Lords of the Realm II e l'espansione Siege Pack, sempre pubblicata dalla Sierra Entertainment.